# .uz
.uz — в Інтернеті, національний домен верхнього рівня (ccTLD) для Узбекистану.

## Домени 2-го та 3-го рівнів
В цьому національному домені нараховується близько 2,330,000 вебсторінок (станом на січень 2007 року).
У наш час використовуються та приймають реєстрації доменів 3-го рівня такі доменні суфікси (відповідно, існують такі домени 2-го рівня):
| Суфікс   | Регламентовані користувачі                                            |
| .co.uz   | Комерційні установи, корпорації                                       |
| .com.uz  | Комерційні установи, корпорації                                       |
| .edu.uz  | Наукові та дослідницькі установи, коледжі, університети або інститути |
| .gov.uz  | Державні та урядові установи                                          |
| .in.uz   | Родини, приватні особи                                                |
| .info.uz | Вебмайданчики інформаційного змісту                                   |
| .mobi.uz | Сервіси та вебмайданчики для мобільних пристроїв                      |
| .org.uz  | Неприбуткові, неурядові організації                                   |